# Barrio Alto (San Juan de Aznalfarache)

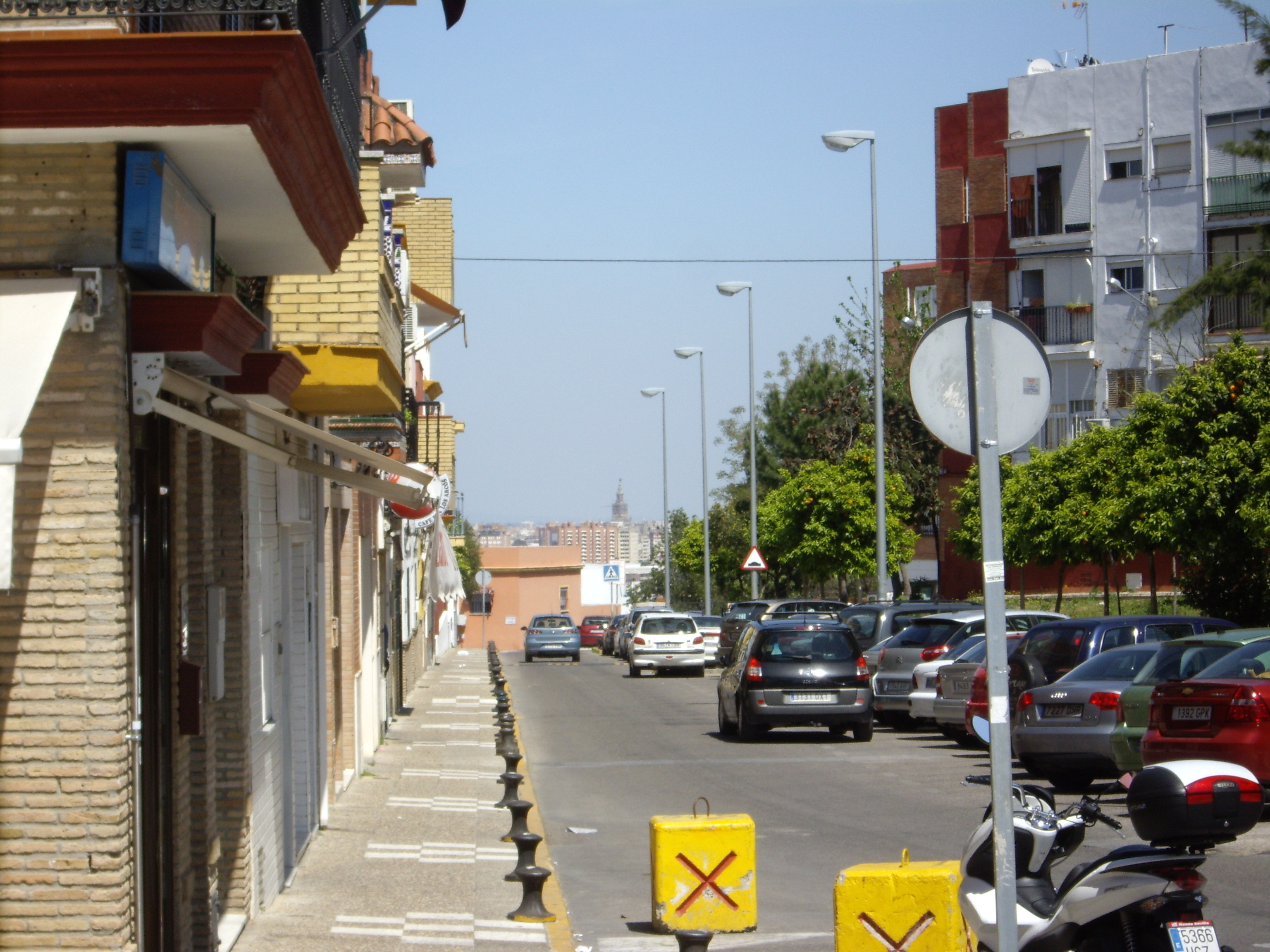
La Giralda desde el Barrio Alto de San Juan de Aznalfarache

El Barrio Alto es una zona de San Juan de Aznalfarache que se encuentra sobre una loma que conduce hasta Mairena del Aljarafe. En el barrio, está localizada la Estación de Metro de San Juan Alto. Tiene abundantes comercios, además del ambulatorio de la localidad, anexa al mismo la oficina de la Seguridad Social, la oficina del Servicio Andaluz de Empleo (antiguo INEM), la comisaría de policía nacional y la oficina de correos. En este barrio se encuentra también la Plaza del Auditorio, donde se celebran diversos actos públicos, y el Centro Cívico. Concentra a la mayor parte de la población de San Juan de Aznalfarache.
En este barrio, se incluye asimismo la barriada Santa Isabel, que ha sufrido algunos episodios conflictivos.